# Presley Ewing
Presley Underwood Ewing (* 1. September 1822 in Russellville, Logan County, Kentucky; † 27. September 1854 in Mammoth Cave, Kentucky) war ein US-amerikanischer Politiker. Zwischen 1851 und 1854 vertrat er den Bundesstaat Kentucky im US-Repräsentantenhaus.

## Werdegang
Presley Ewing besuchte die öffentlichen Schulen seiner Heimat und danach bis 1840 das Centre College in Danville. Nach einem anschließenden Jurastudium an der Transylvania University in Lexington und seiner Zulassung als Rechtsanwalt begann er in Russellville in diesem Beruf zu arbeiten. Ewing studierte in den Jahren 1845 und 1846 außerdem noch am Baptist Seminary in Newton (Massachusetts) Theologie.
Politisch wurde Ewing Mitglied der Whig Party. In den Jahren 1848 und 1849 war er Abgeordneter im Repräsentantenhaus von Kentucky. Bei den  Kongresswahlen des Jahres 1850 wurde er im dritten Wahlbezirk von Kentucky in das US-Repräsentantenhaus in Washington, D.C. gewählt, wo er am 4. März 1851 die Nachfolge von Finis McLean antrat. Nach einer Wiederwahl konnte er bis zu seinem Tod am 27. September 1854 im Kongress verbleiben. Diese Zeit war durch die heftigen Diskussionen um die Sklaverei im Vorfeld des Bürgerkrieges überschattet. Ewing starb im September 1854 an der Cholera. Er wurde in Russellville beigesetzt. Sein Abgeordnetenmandat fiel nach einer Nachwahl an Francis Bristow.